# Araeococcus chlorocarpus
Araeococcus chlorocarpus är en gräsväxtart som först beskrevs av Heinrich Wawra, och fick sitt nu gällande namn av Elton Martinez Carvalho Leme och José A. Siqueira Filho. Araeococcus chlorocarpus ingår i släktet Araeococcus och familjen Bromeliaceae. Inga underarter finns listade i Catalogue of Life.